# Giuseppe Giacomo Cotti
Giuseppe Giacomo Cotti (Grazzano Badoglio, 26 aprile 1838 – Custoza, 24 giugno 1866) è stato un militare italiano, insignito della medaglia d'oro al valor militare alla memoria nel corso della terza guerra d'indipendenza italiana.

## Biografia
Nacque a Grazzano d'Asti il 26 aprile 1838 figlio di Giuseppe e Rosa Finazzi, era fratello del celebre giurista Pietro Cotti.
Entrò nella Regia Accademia Militare di Torino il 19 aprile 1858, uscendone già l'anno successivo col grado di sottotenente del corpo dei granatieri. Venne quindi assegnato al 9º Reggimento fanteria della brigata Regina.
Nella seconda guerra d'indipendenza italiana venne posto sotto il comando del generale Filippo Brignone ed ottenne una medaglia d'argento al valor militare per le capacità ed il coraggio dimostrati nella battaglia di Palestro. Dopo questo scontro, il 19 ottobre, venne promosso tenente. Nella successiva campagna piemontese in Italia centrale prese parte quindi all'assedio di Perugia ottenendo una menzione onorevole e poi una seconda medaglia d'argento al valor militare per l'assedio di Capua nell'anno successivo.
Promosso al grado di capitano del 5º Reggimento Granatieri nel marzo 1861, per le sue doti militari, il 12 ottobre 1862 fu designato ufficiale d'ordinanza del principe Amedeo di Savoia, figlio di Vittorio Emanuele II e fratello del futuro re Umberto I. Prese parte alla terza guerra d'indipendenza italiana, e il 24 giugno 1866 partecipò alla battaglia di Custoza.  Quando il principe Amedeo, comandante della Brigata "Granatieri di Lombardia", dovette ritirarsi dalla linea per la ferita riportata in combattimento, egli spontaneamente si mise agli ordini del generale Giuseppe Govone, comandante della Divisione. Questa scelta gli fu fatale in quanto venne colpito da una pallottola austriaca in località Monte Torre decedendo sul colpo. Il suo corpo non fu mai identificato. Impressionato dal gesto eroico, il re gli concesse la medaglia d'oro al valor militare alla memoria. Il paese di Grazzano gli ha successivamente dedicato la locale scuola elementare e la piazza principale dell'abitato.

### Annotazioni
1. ↑  All'epoca l'appellativo "Badoglio" in onore del maresciallo Badoglio non era ancora stato aggiunto alla denominazione comunale

### Fonti
1. ↑  Carolei, Greganti 1950, p. 184.
2. 1 2 3 4 5 6 7 8 9 10  Combattenti Liberazione.
3. ↑   Sito web del Quirinale: dettaglio decorato, su quirinale.it. URL consultato il 28 maggio 2018.